# Jean-Luc Allavena
Pour les articles homonymes, voir Allavena.
Jean-Luc Allavena, né à Monaco le 29 juin 1963, est un homme d’affaires et dirigeant d’entreprise monégasque. Il a rejoint le fonds d’investissement Apollo Global Management en tant que partner en 2007 et est Président-Fondateur d’Atlantys Investors. Cette structure indépendante de private equity investit en propre ou en partenariat avec d’autres fonds. 

## Carrière
Il fait ses études de secondaire au lycée Massena, puis il sort diplômé d'HEC Paris en 1986, Jean-Luc Allavena commence sa carrière à la banque Paribas (1986-88), puis rejoint en 1989 le groupe Lyonnaise des Eaux – devenu Engie – en tant que contrôleur financier. 
En 1992, il devient directeur financier de Techpack International. L’entreprise d'emballage de cosmétiques et produits de luxe, a été l’objet de l’un des premiers grands LBOs réalisés en France, avec Pechiney et LBO France comme actionnaires. Il est administrateur directeur général à partir de 1996, puis succède en mai 1999 au président fondateur de la société, Alain Chevassus. Quand Pechiney rachète la totalité du capital, Jean-Luc Allavena devient directeur de sa division cosmétologie-luxe.
En 2000, Arnaud Lagardère l’appelle à ses côtés comme directeur général adjoint de Lagardère Média, pour prendre en charge la stratégie de développement du groupe et améliorer sa rentabilité, mission dont il s’acquitte avec succès. Il devient parallèlement administrateur délégué de Lagardère Active (anciennement Europe 1 Communication) et administrateur des trois autres principales branches du groupe : Hachette Livre, Hachette Filipacchi Médias et Hachette Distribution Services. 
Issu d’une vieille famille monégasque, Jean-Luc Allavena dirige de 2005 à 2006 le cabinet de S.A.S. Prince Albert II de Monaco, chargé de l’organisation et des principales orientations du début de règne du nouveau souverain.
En 2007, Jean-Luc Allavena rejoint le fonds d’investissement Apollo Global Management à Londres en tant que partner. Apollo est l’un des plus grands gestionnaires alternatifs d’actifs dans le monde avec un portefeuille d’environ 200 milliards de dollars.
Il initie notamment le rachat en 2010 d’Alcan Engineered Products - ex-Pechiney, avec le Fonds stratégique d'investissement. L'entreprise, renommée Constellium, est cotée en bourse avec succès à New York en mai 2013,. Désireux de financer de grands projets industriels français, Jean-Luc Allavena réalisera d’autres investissements industriels couronnés de succès parmi lesquels Monier, Latécoère, Verallia.
Il est aujourd’hui président et fondateur de Atlantys Investors.
Jean-Luc Allavena a été administrateur du Groupe Altice jusqu'en 2020, de Verallia, et de la banque Paris-Bertrand-Sturdza.

## Engagement associatif
Jean-Luc Allavena est engagé depuis plusieurs décennies dans le bénévolat associatif. Il a été président de l’Association des diplômés d’HEC de 2001 à 2003 puis président d’honneur, ainsi que président de la Fondation HEC (2003-2005) puis président d’honneur. Il a notamment été à l’origine des premières campagnes de fundraising auprès des diplômés d’HEC,
Jean-Luc Allavena est Président de la French-American Foundation de 2010 à 2015 (puis président d’honneur), qui se consacre à renforcer les liens entre la France et les États-Unis,. 